# Architrypethelium
Architrypethelium is een geslacht van schimmels uit de familie Trypetheliaceae. Het bevat alleen Architrypethelium seminudum.

## Soorten
Volgens Index Fungorum telt het geslacht negen soorten (peildatum februari 2023):
| Soortnaam                        | Auteur(s)                         | Publicatiejaar |
| -------------------------------- | --------------------------------- | -------------- |
| Architrypethelium columbianum    | (Nyl.) Aptroot & Lücking          | 2016           |
| Architrypethelium grande         | (Kremp.) Aptroot & Lücking        | 2016           |
| Architrypethelium hyalinum       | Aptroot                           | 2008           |
| Architrypethelium lauropaluanum  | Lücking, M.P. Nelsen & Marcelli   | 2016           |
| Architrypethelium murisporum     | Luangsuph., Lumbsch & Sangvichien | 2018           |
| Architrypethelium nitens         | (Fée) Aptroot                     | 2008           |
| Architrypethelium penuriixanthum | Flakus & Aptroot                  | 2016           |
| Architrypethelium seminudum      | (Mont.) Aptroot                   | 1991           |
| Architrypethelium uberinum       | (Fée) Aptroot                     | 1991           |